# Dom van Merseburg
De Dom van Merseburg (Duits: Merseburger Dom) is een kathedraal in Merseburg, in de Duitse deelstaat Saksen-Anhalt.
De bouw van de gotische kathedraal werd in 1015 gestart door bisschop Thietmar van Merseburg. De dom werd in 1021 ingewijd in aanwezigheid van keizer Hendrik II. De kathedraal werd tussen 1510 en 1517 in renaissancestijl gerenoveerd.
Het gebouw wordt beschouwd als een artistiek en historisch hoogtepunt in het zuiden van Saksen-Anhalt. Sinds de Reformatie zetelt er geen bisschop meer. De kerk behoort nu tot de Evangelisch-Lutherse Kerk. De dom van Merseburg staat in muzikale kringen bekend om zijn grote romantische orgel, dat werd gebouwd door Friedrich Ladegast. Een van de cantoren in de dom was August Friedrich Graun.

## Fürstengruft
In de Dom bevindt zich de Fürstengruft, waar sinds 1654 leden van de familie van Saksen-Merseburg, een zijlijn van het Huis Wettin, worden bijgezet, waaronder:
- Christiaan I van Saksen-Merseburg (1615–1691), hertog van Sachsen-Merseburg
  - Christiana van Sleeswijk-Holstein-Sonderburg-Glücksburg (1634-1701), dochter van hertog Filips van Sleeswijk-Holstein-Sonderburg-Glücksburg en vrouw van Christiaan I
  - Hedwig van Schleswig-Holstein-Sonderburg-Glücksburg (1640–1671), dochter van Filips van Sleeswijk-Holstein-Sonderburg-Glücksburg
  - Magdalena Sophia van Saksen-Merseburg (1651-1675), dochter van Christiaan I
  - Johan George van Saksen-Merseburg (1652-1654), zoon van Christiaan I
  - dodgeboren kind van Christiaan I (1656)
  - Christiana van Saksen-Merseburg (1659-1679), gehuwd met hertog Christiaan van Saksen-Eisenberg (1653-1707), dochter van Christiaan I
  - Maurits van Saksen-Merseburg (1662-1664), zoon van Christiaan I
  - Christiaan Erdmann (1686–1689), kleinzoon van Christiaan I
  - Elisabeth Sibylle (1693–1694), kleindochter van Christiaan I

- Christiaan II (1653–1694), zoon van Christiaan I
  - Erdmuth Dorothea van Saksen-Zeits (1661-1720), echtgenote van Christiaan II
  - Christiaan Maurits (1680-1694), zoon van Christiaan II
  - Johan Willem (1681-1685), zoon van Christiaan II
  - Christina Eleanora (1682-1693), dochter van Christiaan II
  - August Frederik (1684-1685), zoon van Christiaan II
  - Filips Lodewijk (1686-1688), zoon van Christiaan II
  - Maurits Willem (1688-1731), zoon van Christiaan II, getrouwd met Henriette Charlotte van Nassau-Idstein (1693-1734), dochter van prins George August Samuel van Nassau-Idstein
  - Frederica Ulrika (1720-1720), dochter van Maurits Willem
  - Frederik Erdman (1691-1714), zoon van Christiaan II, gehuwd met Eleonora Wilhelmina (1696-1726), dochter van Emanuel Lebrecht van Anhalt-Köthen.

- August van Sachsen-Merseburg-Zörbig (1655-1715), hertog van Sachsen-Merseburg-Zörbig, zoon van Christiaan I, gehuwd met Hedwig Eleonora van Mecklenburg-Güstrow (1666-1735)
  - Hedwig Eleonora van Mecklenburg-Güstrow (1666-1735), dochter van graaf Gustaaf Adolf van Mecklenburg-Güstrow, echtgenote van August (1655-1715)
  - Christiane Magdalena van Sachsen-Merseburg-Zörbig (1687–1689), dochter von August
  - doodeboren dochter van August (1689)
  - Caroline Auguste van Sachsen-Merseburg-Zörbig (1691–1743), dochter van August
  - Hedwig Eleonore van Sachsen-Merseburg-Zörbig (1693), dochter van August
  - Gustaaf Frederik van Sachsen-Merseburg-Zörbig (1694–1695), zoon van August
  - August van Sachsen-Merseburg-Zörbig (1696-1696), zoon van August

- Filips van Saksen-Lauenburg (1657-1690), hertog van Sachsen-Merseburg-Lauchstädt, zoon van Christiaan I
  - Eleonora Sophia van Saksen-Weimar (1660-1687), dochter van hertog Johan Ernst II van Saksen-Weimar, echtgenote (1) van Filips van Saksen-Lauenburg
  - Christiana Ernestina van Saksen-Lauenburg (1685–1689), dochter van Filips van Saksen-Lauenburg
  - Johan Willem van Saksen-Lauenburg (1687–1687), zoon van Filips van Saksen-Lauenburg
  - Christiaan Lodwijk van Saksen-Lauenburg (1689–1690), zoon van Filips van Saksen-Lauenburg

- Hendrik van Saksen-Merseburg (1661-1738), zoon van Christiaan I, gehuwd met Elisabeth van Mecklenburg-Güstrow (1668-1738)
  - Elisabeth van Mecklenburg-Güstrow (1668-1738), dochter van graaf Gustaaf Adolf van Mecklenburg-Güstrow, echtgenote van Hendrik
  - Christina Friederica van Saksen-Merseburg (1697-1722), dochter van Hendrik
  - Gustaaf Magdalena van Saksen-Merseburg (1699-1699), dochter van Hendrik